# Giuseppe Pattoni

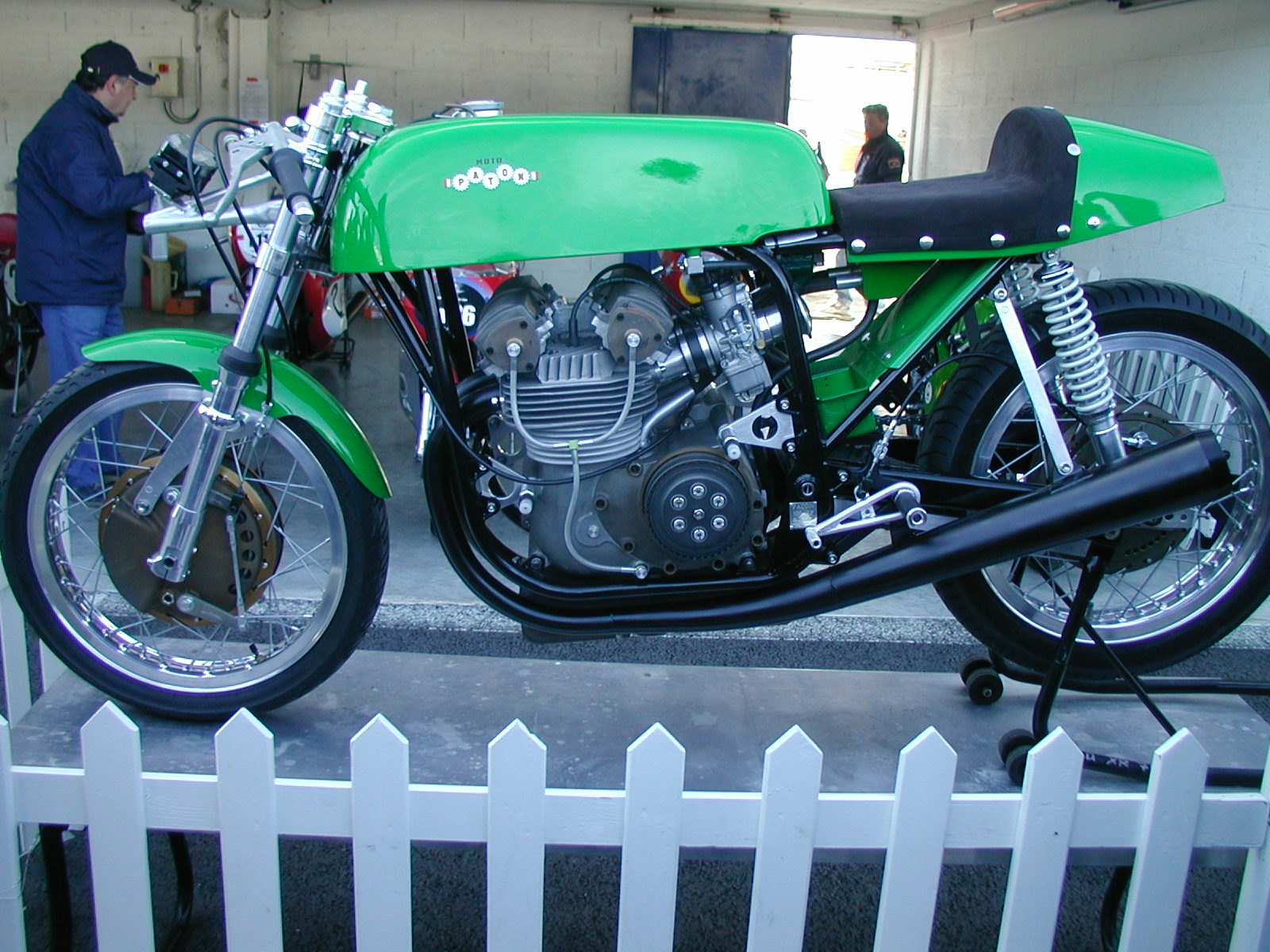
500-cm³-Paton (1970)

Giuseppe Pattoni (* 7. Juli 1926 in Mailand; † 29. August 1999 ebenda) war ein italienischer Mechaniker und Unternehmer.
Pattoni war zunächst Gespannrennfahrer und 1957 Chefmechaniker von Cecil Sandford bei F.B Mondial in der Motorrad-Weltmeisterschaft. Nach dem Rückzug italienischer Hersteller aus der Motorrad-Weltmeisterschaft 1957 gründete er 1958 zusammen mit Lino Tonti die  Motorradmanufaktur Paton, die sich zunächst mit der Herstellung von kleinvolumigen Rennmotorrädern beschäftigte. Nach dem Ausscheiden Tontis war Pattoni alleiniger Inhaber des Unternehmens, arbeitete aber hauptberuflich als Mechaniker von Giorgio Pianta. Pattoni entwarf alle Teile der Motorräder selbst und wurde durch seine leistungsfähigen Konstruktionen bekannt. 1970 konstruierte er einen Vierventil-Zylinderkopf und 1976 zeigte er einen richtungsweisenden V4-Zweitaktmotor.